# Gucheng (Lijiang)
Gucheng léase Ku-Chéng (en chino, 古城; pinyin, Gǔchéng; literalmente, ‘ciudad vieja’) es el centro administrativo y único distrito urbano bajo la administración directa de la ciudad-prefectura de Lijiang. Se ubica al norte de la provincia de Yunnan, al sur de la República Popular China. Su área es de 1127 km² y su población total para 2010 era de más de 100 000 habitantes.
Como sede de gobierno, Gucheng es el centro político, económico, cultural, tecnológico, financiero y de información de la ciudad-prefectura de Lijiang. Desde la antigüedad, ha sido el centro de intercambios culturales y económicos entre grupos étnicos como Naxi, Han, Tíbet y Bai.

## Administración
A partir de 2006, el distrito de Gucheng se divide en 9 pueblos que se administran en 4 subdistritos, 1 poblado y 4 villas.